# Технологія структурно-термо-атмо-гідролого-геохімічних досліджень
Технологія структурно-термо-атмо-гідролого-геохімічних досліджень (СТАГГД) — розроблений українськими вченими комплексний підхід до вивчення геологічних об'єктів, який об'єднує різні методи, спрямовані на аналіз їх структури, температурного режиму, атмосферних умов, гідрологічних характеристик та геохімічного складу. СТАГГД є потужним інструментом для комплексного вивчення геологічних об'єктів, що дозволяє отримати глибоке розуміння процесів, що відбуваються в надрах Землі, та їх впливу на навколишнє середовище.
Включає: 1. Структурні дослідження: Вивчення форми, розмірів, складу та взаємного розташування елементів геологічного об'єкта. Це включає в себе аналіз тектонічних структур, шаруватості, тріщинуватості, та інших особливостей.
2. Термічні дослідження: Вивчення температурного режиму геологічного об'єкта та його зміни у часі. Дослідження можуть включати вимірювання температури на різних глибинах, аналіз теплових потоків та вивчення термічних аномалій.
3. Атмосферні дослідження: Аналіз атмосферних умов, що впливають на геологічний об'єкт. Це може включати вивчення опадів, вітрового режиму, вологості повітря та інших факторів. 4. Гідрологічні дослідження: Вивчення водних ресурсів, що впливають на геологічний об'єкт. Це може включати аналіз поверхневих та підземних вод, їх хімічного складу, циркуляції та впливу на ерозію та інші процеси. 5. Геохімічні дослідження: Вивчення хімічного складу геологічного об'єкта та його міграції в природному середовищі. Це може включати аналіз вмісту різних елементів, мінералів, органічних речовин та їх взаємодію з водними та атмосферними процесами.
Призначення: СТАГГД дозволяє краще зрозуміти процеси, що відбуваються в надрах Землі, наприклад, тектонічні рухи, вулканічну активність, формування родовищ корисних копалин. Аналіз даних СТАГГД може допомогти у виявленні зон підвищеного ризику сейсмічної активності, зсувів, карстоутворення та інших небезпечних геологічних процесів.
СТАГГД допомагає оцінити вплив геологічних процесів на навколишнє середовище, наприклад, вплив гірничодобувної промисловості на якість води та повітря. СТАГГД може використовуватися для моніторингу стану навколишнього середовища та виявлення забруднень.
Крім того, аналіз даних СТАГГД може допомогти у вивченні впливу кліматичних змін на геологічні процеси.